# Sehne Backwaren
Die Sehne Backwaren KG ist ein mittelständisches Unternehmen der Backwaren-Branche und gehört zu den größten Backwarenfilialisten in Deutschland. In direkter Nachbarschaft der Großbäckerei in Ehningen bei Stuttgart, von wo die Filialen beliefert werden, befindet sich das Tochterunternehmen Arctis Tiefkühlbackwaren GmbH, das sich auf tiefgefrorene Backwaren für gewerbliche Wiederverkäufer spezialisiert hat.

## Geschichte
1957 machte sich der Bäckermeister Heinrich Sehne mit seiner Frau Ruth selbständig und belieferte, anfangs noch ohne eigenes Ladengeschäft, Südmilch-Geschäfte und Tante-Emma-Läden mit Holzofenbrot. 1976 brannte die 1962 bezogene Bäckerei komplett nieder, die Produktion konnte aber fünf Monate später wieder aufgenommen werden. 1982 wurden die ersten Filialen in Weil im Schönbuch und in Sindelfingen eröffnet. 1987 wurden die ersten computergesteuerten Backanlagen installiert. 1998 und 2009 wurden die Produktionsanlagen um Neubauten erweitert. Am 22. März 2012 starb der Firmengründer Heinrich Sehne im Alter von 80 Jahren. Das Unternehmen befindet sich auch heute (2019) in Familienhand.

## Produkte
Begonnen hat das Unternehmen mit der Produktion von Holzofenbrot. Da die Öfen mittlerweile mit Gas beheizt werden, wurde dieses in Steinofenbrot umbenannt. Die Produktpalette umfasst heute mehrere Hundert Produkte aus dem Bäckerei- und Konditoreisegment. Viele Backwaren werden als Teiglinge in die eigenen Filialen geliefert und dort frisch ausgebacken. Über die Arctis Tiefkühlbackwaren GmbH werden Tiefkühlprodukte und Teiglinge der Sehne Backwaren KG sowie weiterer Zulieferer inzwischen weltweit exportiert.

## Filialen
Seit 1982 wurden sukzessive Bäckereien der Region übernommen, oft Geschäfte, die keinen Nachfolger fanden und vor der Geschäftsaufgabe standen. So entstand ein Filialnetz aus über 150 Geschäften in einem Radius von bis zu 60 km (Stand 2018), das sich bis Heilbronn erstreckt. Auch am Produktionsstandort in der Böblinger Straße in Ehningen befindet sich eine Verkaufsstätte. 
In einer 2019 veröffentlichten Liste der 30 größten Backwarenfilialisten in Deutschland verzeichnete Spiegel Online das Unternehmen auf Rang 16 mit 207 Filialen.